# Arteríola aferente
Aferente é uma arteríola que abastece os néfrons desempenhando um importante papel na regulação da pressão arterial com o mecanismo da realimentação túbulo-glomerular.

## Regulamento
Quando o fluxo de sangue renal é reduzido (indicando hipotensão), ou não existe uma diminuição da concentração de cloreto de sódio e de iões, a mácula densa dos túbulos distais libera prostaglandinas, que causam as células justaglomerulares revestem as arteríolas aferentes para libertar a renina, a ativação do sistema renina-angiotensina-aldosterona, para aumentar a pressão sanguínea e aumentar a retenção de iões de sódio através de aldosterona.

## Galeria

Corpúsculo renal